# Comuna Donji Kukuruzari, Sisak-Moslavina
Donji Kukuruzari (sârbă Доњи Кукурузари) este o comună în cantonul Sisak-Moslavina, Croația, având o populație de 1.634 de locuitori (2011).

## Demografie
Componența etnică a comunei Donji Kukuruzari
     Croați (64,44%)
     Sârbi (34,82%)
     Necunoscut (0,37%)
     Neclasificat (0,37%)
Componența confesională a comunei Donji Kukuruzari
     Catolici (63,83%)
     Ortodocși (34,39%)
     Necunoscută (0,49%)
     Alte religii (1,29%)
Conform recensământului din 2011, comuna Donji Kukuruzari avea 1.634 de locuitori. Din punct de vedere etnic, majoritatea locuitorilor (64,44%) erau croați, cu o minoritate de sârbi (34,82%). Apartenența etnică nu este cunoscută în cazul a 0,37% din locuitori. Din punct de vedere confesional, majoritatea locuitorilor (63,83%) erau catolici, cu o minoritate de ortodocși (34,39%). Pentru 0,49% din locuitori nu este cunoscută apartenența confesională.